# Part (Einheit)
Der Part war ein englisches Längenmaß und Teil des englischen Fußes. Das Maß gehörte zu den kleinen Maßen. Eine andere Verwendung der Maßbezeichnung war die für eine Masseneinheit in Puducherry.

## Längenmaß
- 1 Part = 1 2/5 Pariser Linien = 3 Millimeter = 0,3175 Zentimeter[1]

Das Maß wurde auch als Teilstrich bezeichnet und so entsprachen
- 8 Parts = 1 Inch (Zoll)
- 24 Parts = 1 Palm
- 32 Parts = 1 Hand
- 72 Parts = 1 Spann
- 96 Parts = 1 Foot (Fuß)

## Masseneinheit
Part war auch eine Masseneinheit in Puducherry und ein sogenanntes Probiergewicht. Es wurde zwischen dem Gewicht für Gold und Silber unterschieden. Grundlage ist hier das Zollpfund zu 30 Lot. Etwa ein Lot mit 16,667 Gramm kann angesetzt werden.
- Gold: 1 Part = 0,0016 Lot = 0,02667 Gramm (err.)
- Silber: 1 Part = 0,0020396 Lot = 0,03399 Gramm (err.)